# Bergbau in Meghalaya

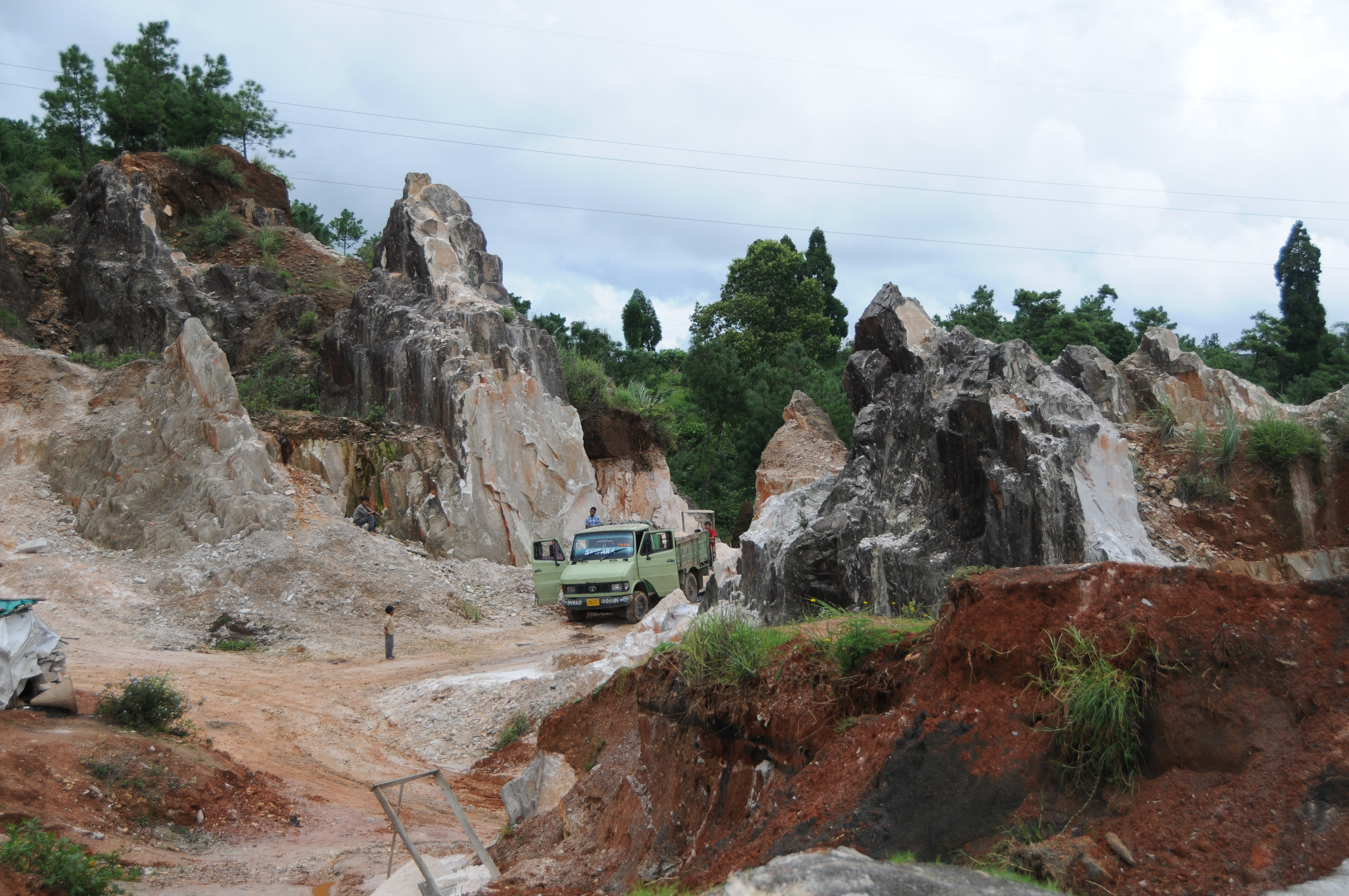
Ein kleiner Marmor-Steinbruch in Mawkohngoh, Meghalaya (2008)

Zum Bergbau in Meghalaya in Nordostindien zählt vor allem der Abbau von Steinkohle, Kalkstein, Kaolin, Sillimanit und Uran. Im indischen Bundesstaat Meghalaya (22.300 km² groß mit 3 Mio. Einwohnern in 2011) befindet sich der größte Teil des Landes unter Verwaltung der ansässigen Stammesbevölkerungen (Scheduled Tribes), aber auf privaten Landflächen findet der Abbau von Lagerstätten in Form vieler kleinteiliger Steinbrüche und Grabungen statt, als „Rattenlochbergbau“ bezeichnet (rat-hole mining). Diese wilden Formen des Bergbaus gelten als Hauptursache der Entwaldung und Degradation der Böden in dem kleinen Bundesstaat, der wegen seiner besonderen biologischen Artenvielfalt ein Biodiversitäts-Hotspot ist. Im Jahr 2014 wurden diese unregulierten und ungesicherten Formen des Abbaus offiziell verboten und haben seitdem nachgelassen, aber in den entsprechenden Gebieten bleiben die vielen kleinen Höhlen und Abraumhalden in der hügeligen und bergigen Landschaft verstreut. Das staatliche Wildlife Institute of India erklärt 2017, dass es lange brauchen wird, bis sich die Natur von diesen „Narben“ wieder erholt.
Die Vorkommen der Bodenschätze in Meghalaya werden geschätzt auf:
| Vorkommen (in Millionen Tonnen; MT) | Typ        | Anmerkungen |
| ----------------------------------- | ---------- | --- |
| 600                                 | Steinkohle | 350 MT in den Garo-Bergen im Westen, 170 MT in den Khasi-Bergen sowie 75 MT in den Jaintia-Bergen im Osten                               |
| 15.000                              | Kalkstein  | ab 2010 erließ das oberste Gericht Meghalayas mehrere Verbote zur Kalksteinförderung, 2015 wurde der Abbau unter Auflagen wieder erlaubt |
| 88                                  | Kaolin     | weiße Tonerde und brauner Fire Clay |
| 55                                  | Sillimanit | 95 % von Indiens gesamten Reserven |
| 9                                   | Uran       | in den südwestlichen Khasi-Bergen; als Atommacht liegt der Abbau in den Händen der indischen Zentralregierung (vergleiche Uranbergbau)   |

## Kohleabbau
Kohle wird in Meghalaya seit Mitte des 18. Jahrhunderts abgebaut, fast ausschließlich als Kleingewerbe. In aktueller Zeit führten die Auswirkungen des Abbaus, der Lagerung und des Abraums zeitweise zum weiträumigen Fischsterben in mehreren Flüssen. Im Jahr 2014 erließ das staatliche National Green Tribunal (NGT: indischer Umweltgerichtshof) ein allgemeines Verbot des rat-hole mining in Meghalaya. Dennoch wird in den „Rattenlöchern“ weiter Kohle gefördert, sie ist seit langem ein bedeutender Wirtschaftsfaktor in Meghalaya und trägt einen wichtigen Teil zur Energieversorgung bei. Viel wird auch ins südlich liegende Bangladesch exportiert, oft über illegale Kanäle und verbunden mit Bestechungen; von dort kommen auch viele der Arbeiter (meist Kinder und Jugendliche).
Eine Studien von 2017 fasst die Situation des Kohleabbaus in „Rattenlöchern“ zusammen: Etwa 5.000 Minen gibt es in Meghalaya, 99 % der Arbeiter sind Migranten aus dem benachbarten Bangladesh, aus Nepal (150.000 im Jahr 2005) sowie aus den drei indischen Bundesstaaten Bihar, Assam und Jharkhand. Zwischen 1975 und 2016 vergrößerte sich die Fläche des Abbaus um das Dreifache, während die gesamte Waldfläche Meghalayas um 12,5 % abnahm (Entwaldung mit folgender Bodenerosion und -degradation). Die Studie nennt auch die Schätzung der NGO-Kinderrechtsorganisation Impulse aus Meghalaya, dass 70.000 Kinder im Alter von 7 bis 17 Jahren in den privaten Minen als Zeitarbeiter angestellt sind, ohne Sicherheit für ihr Leben. Gefordert wird eine sofortige und umfassende gesetzliche Regulierung sowie Kontrolle der privaten Abbaustätten.
Zwischen 2007 und 2014 sollen bis zu 15.000 Menschen bei Bergbau-Unglücken in Meghalaya ums Leben gekommen sein, fast nur Ausländer. Die breiten Gruben werden ohne technische Hilfsmittel einfach in den Boden gegraben, dann wird die Kohle in völlig ungeschützten kleinen Seitenhöhlen abgebaut und von Hand herausgetragen. Gesetzliche Vorschriften gibt es keine, auch keine soziale Absicherung der Arbeitskräfte. Der Minenbesitzer bringt dann die Ausbeute zu einem Zwischenhändler an der nächsten Hauptstraße, um sofort Bargeld zu erhalten. Gerade das Hauptabbaugebiet an der Südgrenze ist die regenreichste Gegend der Welt, entsprechend schwierig ist der Umgang mit den Wassermassen und schnell steigenden Grundwasserspiegeln (siehe auch Meghalayas Klima). Im Dezember 2018 kam es in der Nähe der Hauptstadt Shillong zu einem Grubenunglück, bei dem 15 Kinder in einer Mine von eindrückendem Grundwasser eingeschlossen wurden.
Bei der Wahl zur indischen Volksversammlung Lok Sabha im Februar 2018 sollen bis zu 30 % der Kandidaten (Mit-)Besitzer von illegalen Kohleminen gewesen sein. Wegen der wirtschaftlichen und energiepolitischen Bedeutung des Kohleabbaus hat die im März neugebildete Regierung Meghalayas im November 2018 beim obersten Gerichtshof die Aufhebung des durch den Umweltgerichtshof erlassenen Verbots beantragt. Mehrere Minister und auch die Führer der Oppositionsparteien sind selber Besitzer oder Anteilseigner von Kohleminen. Die privaten Mineneigentümer stellen meist Gastarbeiter aus anderen Staaten ein, weil die ansässigen Scheduled Tribes (selbstverwaltete Stammesbevölkerungen) sowohl die Arbeitsbedingungen als auch die schädlichen Auswirkungen des Abbaus auf ihr Land und vor allem ihre lebenswichtigen Wälder ablehnen (vergleiche die Feldbau-Wirtschaft der Khasi). Das teilweise Verbot des Kalksteinbergbaus wurde durch ihre Klagen erreicht.